# Vaginoplastica

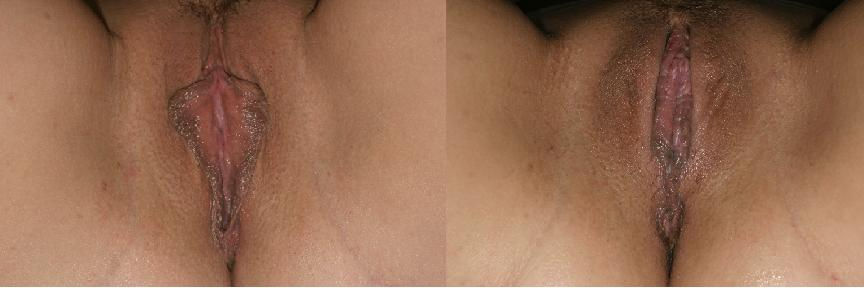
Vaginoplastica correttiva

La vaginoplastica è una complessa operazione chirurgica di correzione vaginale o di riassegnazione sessuale.

## Indicazioni
Questa tecnica viene usata per:

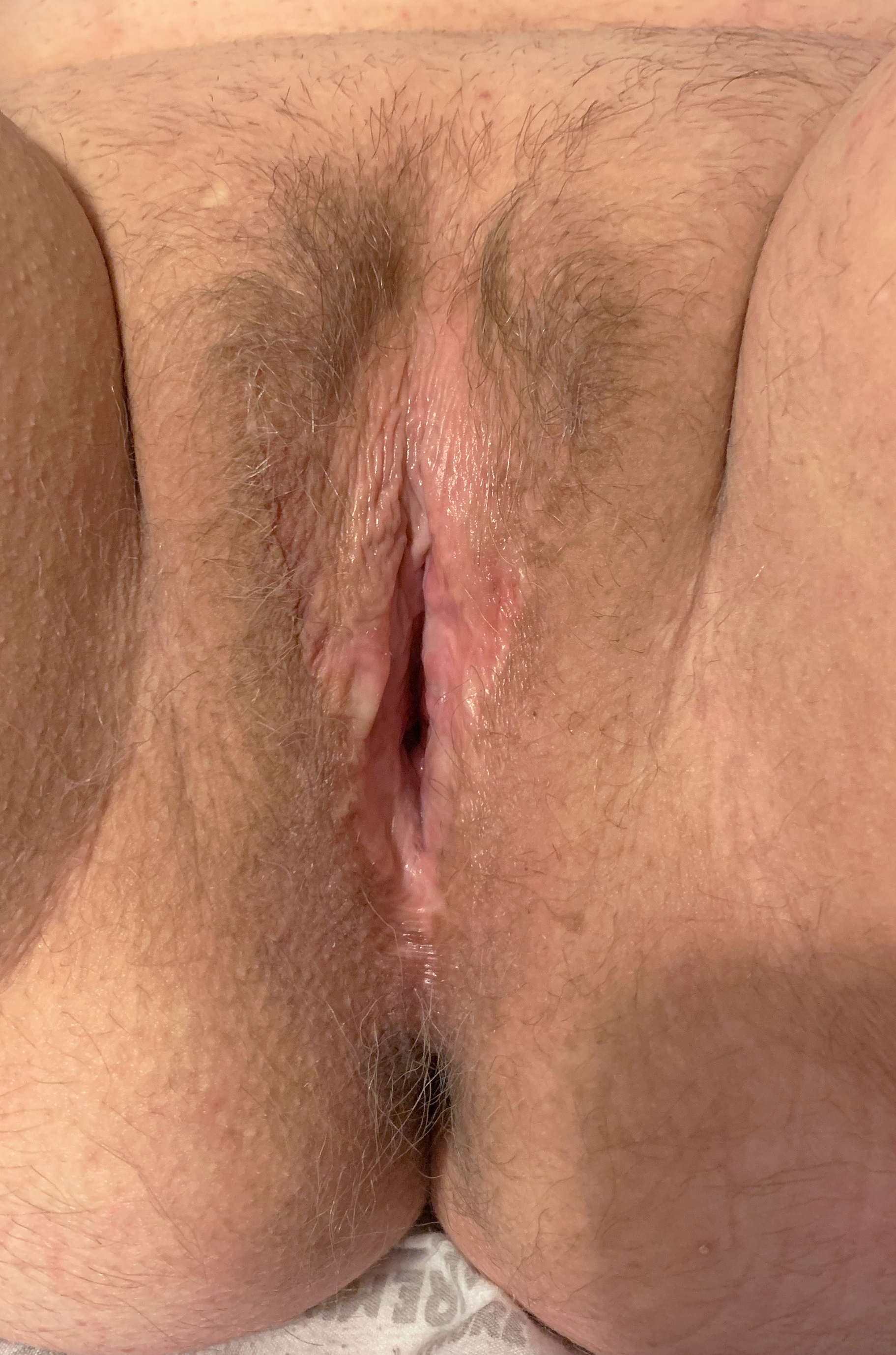
Neovagina di una donna transgender

- riattribuzione del sesso genitale a cui si sottopongono alcune donne transgender MtF (male to female, da uomo a donna) per poter cambiare sesso, per quanto storicamente sempre esistita (con castrazione e/o evirazione volontaria) ha raggiunto solo negli ultimi anni dei livelli eccezionali, tanto da essere indistinguibile una vagina naturale da una ottenuta chirurgicamente. È naturalmente esclusa la possibilità di procreare.
- Correzioni strutturali, questa tecnica è utilizzata anche e soprattutto, su donne che per varie cause hanno una vagina eccessivamente "dilatata", poco elastica o esteticamente non appagante. Basti pensare alle donne pluripare (che hanno avuto più gravidanze), che hanno spesso problemi nel raggiungere il piacere sessuale con il partner tanto che l'insoddisfazione sessuale sfocia in vere e proprie "patologie psicosomatiche" sia nella donna che nel suo partner. In questi casi un intervento di "vaginoplastica" migliora la soddisfazione nel rapporto sessuale, evitando ulteriori problemi di inadeguatezza sia nell'uomo (che si convince, a torto, di essere "poco dotato"), che nella donna (che spesso tende a colpevolizzarsi o a colpevolizzare il partner).[senza fonte]